# Collectif Mary Read
Pour les articles homonymes, voir CMR.
Le Collectif Mary Read est un collectif de hip-hop français indépendant, originaire de Saint-Étienne, dans la Loire. Le nom du collectif provient du nom de la première femme pirate de l'histoire, Mary Read.

## Biographie
Collectif Mary Read se forme au début des années 2000 à Saint-Étienne, dans la Loire. Il se compose de Calavera, Nergal, Ben, Trauma et Mina. La notion de collectif comprend le fait que chaque MC est indépendant. Ainsi, Calavera et Trauma sortent des EPs et albums dès le début des années 2000, alors que Nergal et Mina ne rejoignent le groupe que plus tard ; respectivement en 2002 et 2006.
Dans ses textes, le collectif décrit les dérives d'une partie de la société (incluant capitalisme, fascisme, et patriarcat) : un collectif engagé, proche du milieu libertaire, de la culture punk et du mouvement DiY. Le collectif se distingue par la qualité de ses textes. Considérant l'importance de la compréhension de leurs textes par le public, ils ont pris l'habitude, notamment lors de concert à l'étranger, de distribuer les traductions des paroles avant le début des concerts. Les différentes tournées les ont menés en Allemagne, Espagne ou encore Pologne.
Le collectif participe à la compilation Traces de lutte, publiée le 26 octobre 2009, avec le morceau Entre le marteau et l'enclume. En 2010, ils publient leur album Readhaus codex XXI. Ils sont en concert le 8 mai 2010 à Toulouse aux Pavillons Sauvages.
En 2019, ils reviennent à l'occasion de deux concerts : le premier à Saint-Etienne le 12 juillet et le suivant le 14 juillet à Paris.